# Hochhaus Neue Donau
Das Hochhaus Neue Donau ist einer der höchsten Wohnbauten Wiens. Das nach Plänen des österreichisch-australischen Architekten Harry Seidler entworfene Gebäude wurde in den Jahren 1999 bis 2002 errichtet und erreicht mit 32 bewohnten und einem Haustechnik-Geschoß eine Höhe von 120 Metern (mit aufgesetzter Betonskulptur 150 Meter).
Charakteristisch ist die vorgehängte Kassettenfassade aus Aluminium.

## Räume
Im Erdgeschoß bis zum 8. Stockwerk befinden sich hauptsächlich Mietbüros. Die Stockwerke 8 bis 15 sind in Zwei- bis Dreizimmer-Wohnungen unterteilt, darüber liegen Ein- bis Zweizimmer-Apartments, und im obersten Stockwerk befinden sich Penthäuser. Zwei Kellergeschoße enthalten Garagen mit insgesamt 220 Abstellplätzen.

## Weitere Bilder

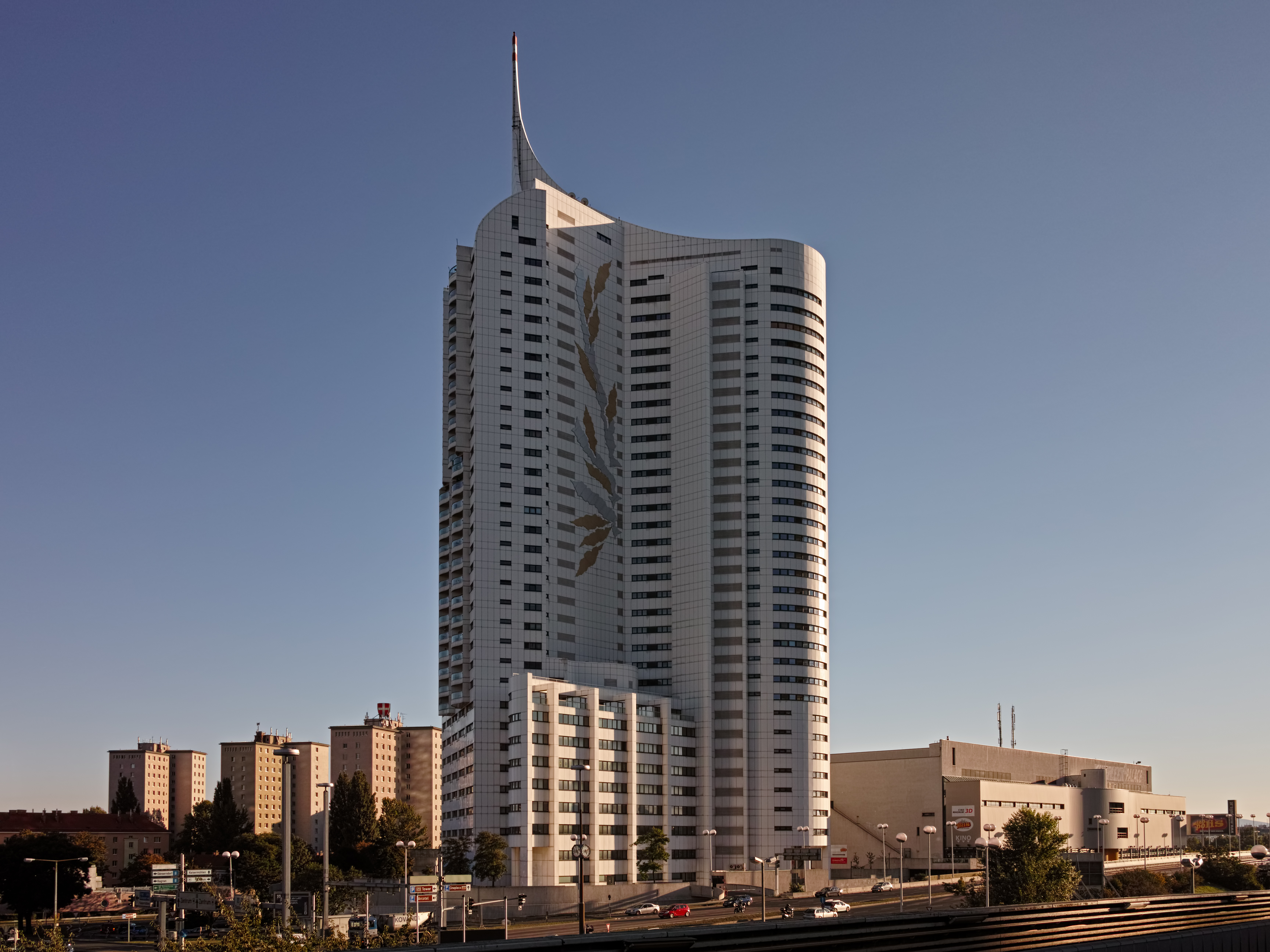
Hochhaus Neue Donau, Blick von der U-Bahn-Station Kaisermühlen
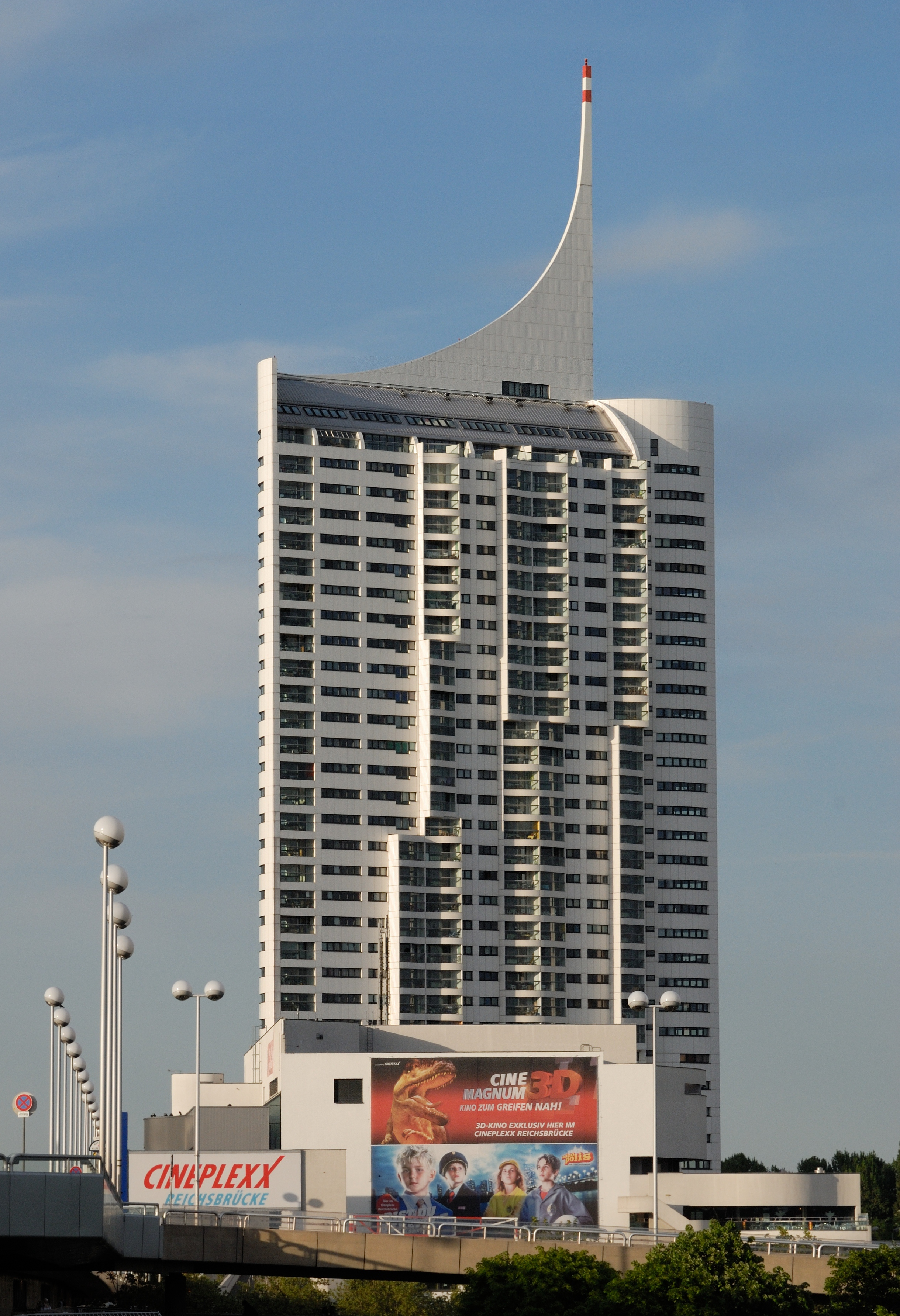
Hochhaus Neue Donau, Blick von Südwesten
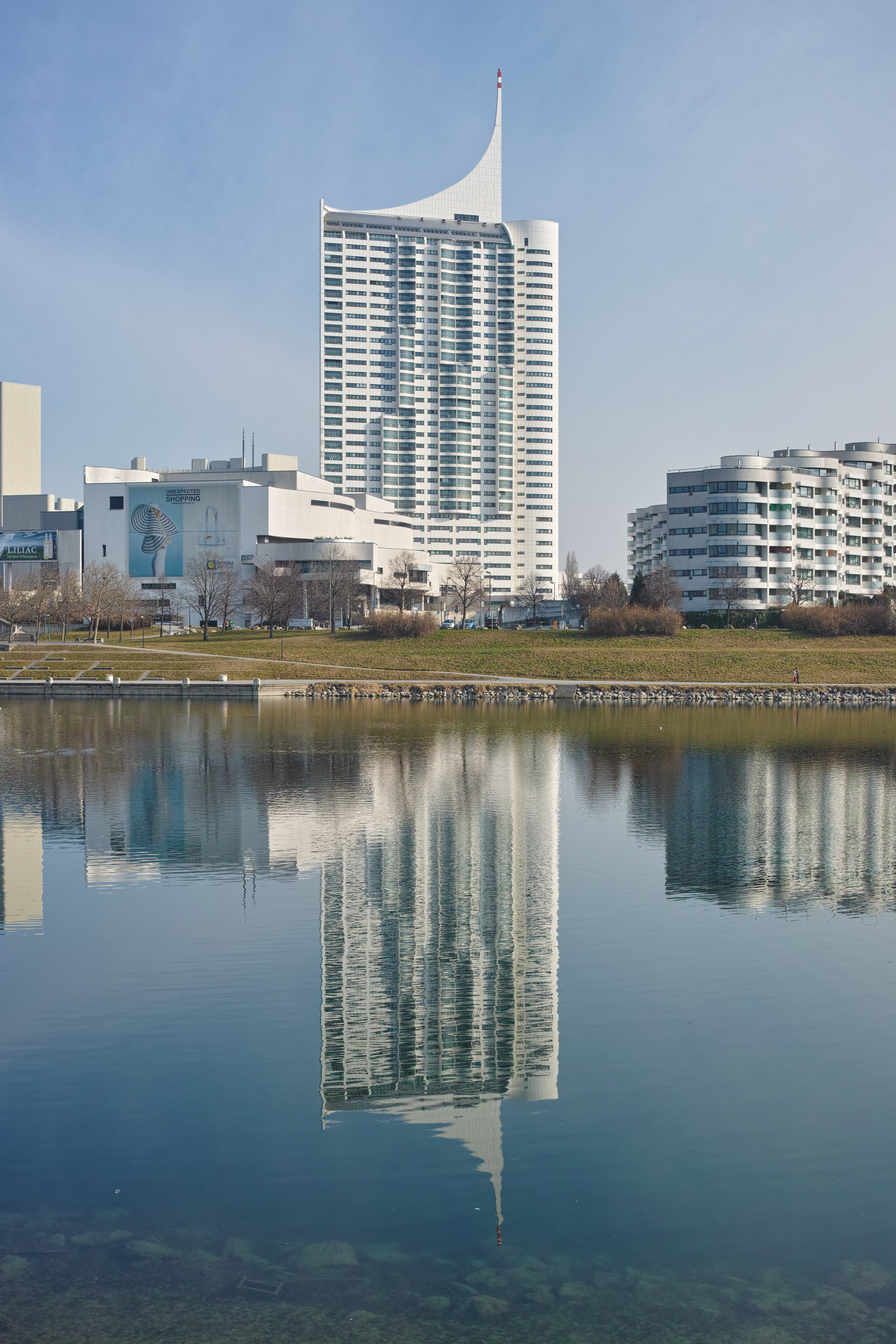
Hochhaus Neue Donau, Blick von Südwesten mit Spiegelung in der Neuen Donau
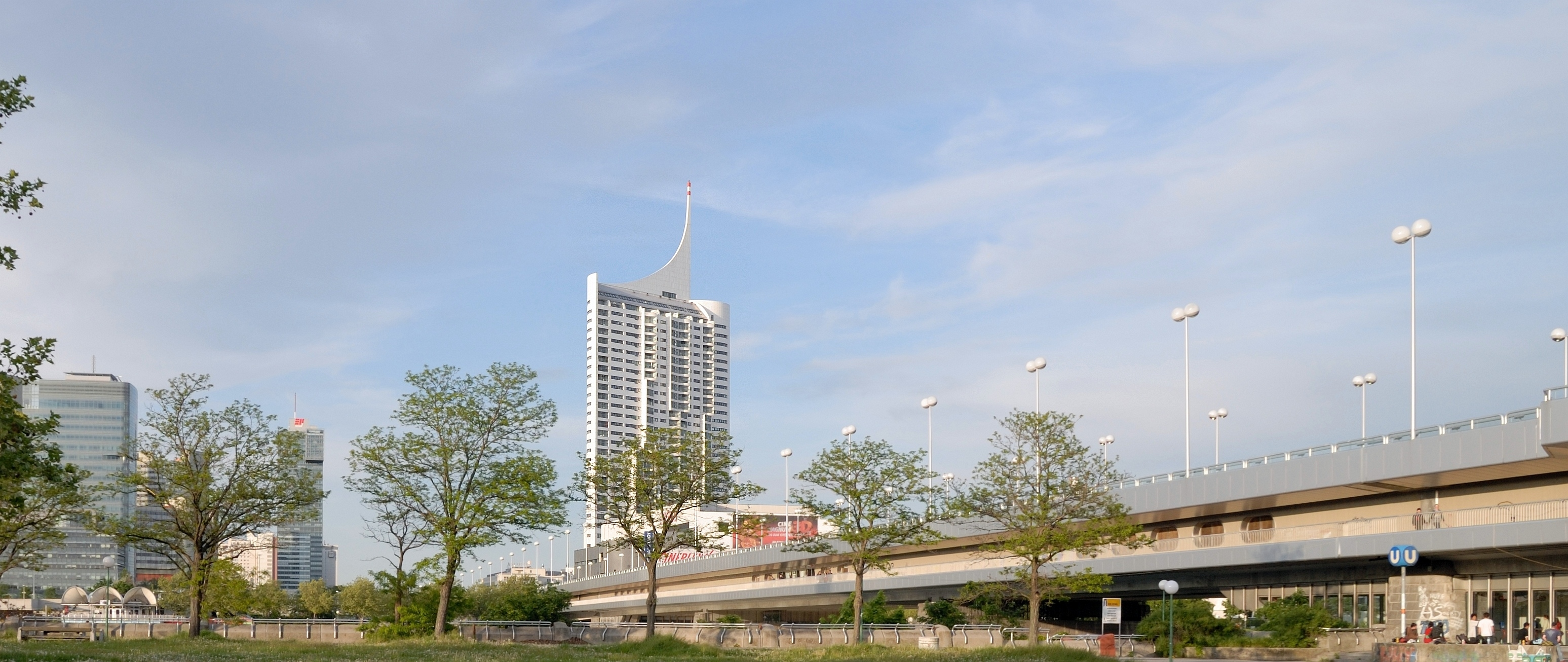
Hochhaus Neue Donau, rechts im Bild die Reichsbrücke